# Génie héréditaire
Le génie héréditaire est une notion de la théorie de l'évolution développée pour la première fois par Francis Galton en 1869 dans son livre Hereditary Genius: An Inquiry Into Its Laws and Consequences. Selon lui, les fils d'hommes qu'il considère comme éminents dans leur profession ont plus de chance de devenir éminents à leur tour. Il interprète ce schéma comme une preuve de la transmission génétique de l'intelligence humaine. Aujourd'hui ces études sont considérés comme infondées.
Cousin de Charles Darwin, Francis Galton connait bien la théorie darwinienne. En effet, il a déjà fait le lien entre l'hérédité et des statistiques mathématiques, telles que la taille par exemple. Il décide d'appliquer à l'intelligence cette corrélation.

## Le livre
Le Génie héréditaire est le premier livre majeur de Francis Galton sur l'hérédité. Publié en 1869 par les éditions Macmillan Publishers, il est diffusé dès 1870 aux États-Unis par D. Appleton & Company.

### Réception à sa publication
Ce livre est très bien reçu, on le qualifie de « première étude sérieuse sur l'intelligence » et aujourd'hui encore, il est considéré comme une œuvre fondatrice de l'intérêt scientifique sur le sujet du génie.
Alfred Russel Wallace écrit une critique favorable dans la revue Nature et précise en conclusion que le livre « prendra rang comme un document important et précieux en plus de la science de la nature humaine ».
Dans les milieux religieux, le livre est accueilli moins favorablement que dans les milieux scientifiques.

### Réception contemporaine
Il est communément admis aujourd'hui que Francis Galton a négligé les facteurs de milieu. Son étude, quoique bien menée et ébauchant des méthodes d'étude du problème « hérédité-milieu », perfectionnées depuis — méthode des jumeaux, étude des pedigrees —, ne prend pas suffisamment en compte l'éducation. Par ailleurs, la définition même de l'intelligence, établie par lui uniquement sur des critères de réussite universitaire, ne fait plus consensus.
Les travaux de Galton ont inspiré au début du XXe siècle des politiques eugénistes, telle l'hygiène raciale, appliquée en Scandinavie, aux États-Unis et par le national-socialisme au cours du siècle.